# Ectot-lès-Baons
Ectot-lès-Baons település Franciaországban, Seine-Maritime megyében. Lakosainak száma 398 fő (2022. január 1.). Ectot-lès-Baons Baons-le-Comte, Écalles-Alix, Étoutteville, Flamanville, Grémonville és Les Hauts-de-Caux községekkel határos.

## Népesség
A település népességének változása:
| Lakosok száma | 397  | 395  | 401  | 394  | 392  | 392  | 397  | 397  | 398  |
|               | 2013 | 2015 | 2016 | 2017 | 2018 | 2019 | 2020 | 2021 | 2022 |